# Pivovarna Union
Union (în slovenă Pivovarna Union) este una dintre cele mai mari companii din Slovenia din industria berii. A fost fondată în 1864 în Ljubljana și a devenit o parte a companiei Heineken International în 2015. Din 1987 compania are și un muzeu al berii.

## Istorie

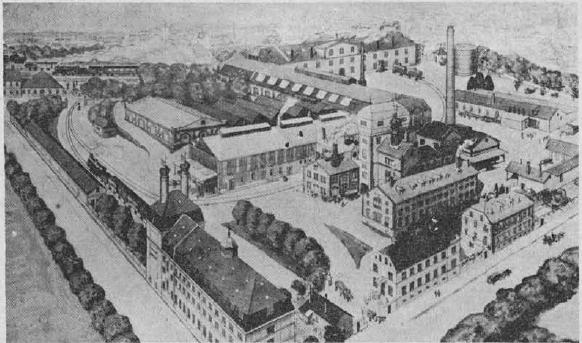
Imagine istorică a fabricii de bere Union

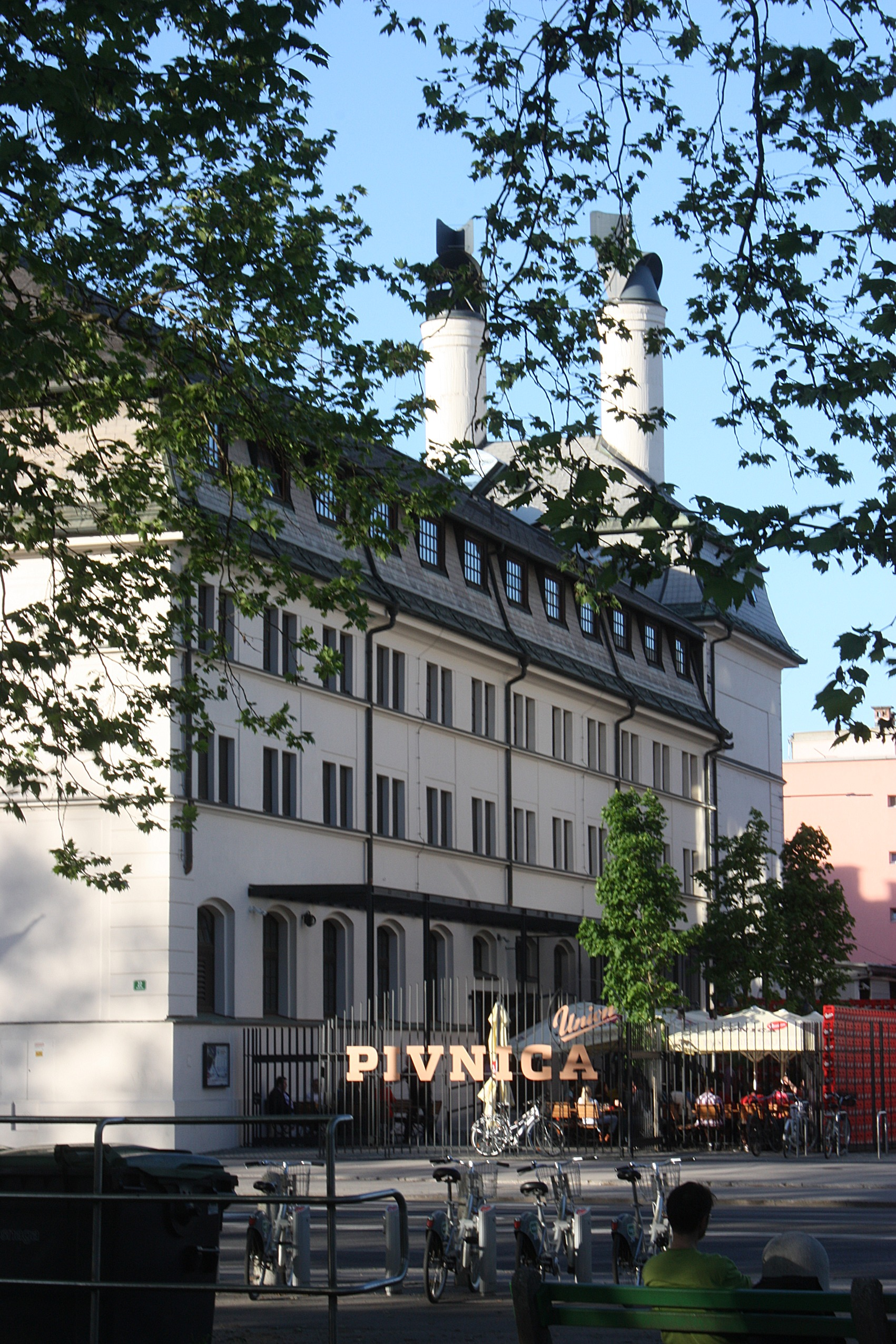
Vechea casă de malț Union din Ljubljana este acum cafeneaua Pivnica Union

Prima referință a unei fabrici de bere de la Ljubljana este din 1592. Fabrica de bere Union a fost fondată în 1864 sub denumirea Kosler ca o mică afacere de familie de către Ivan și Peter Kosler. Denumirea actuală a mărcii Union provine din 1909, când frații Kosler, din cauza creșterii vânzărilor și a potențialului pieței  imperiului austro-ungar, au format compania comună Pivovarna Union cu ajutorul Institutului de Credit și Comerț din Viena. Această societate pe acțiuni a constat în unirea fabricilor de bere ale fraților Kosler cu fabricile de bere Reininghaus AG și Puntigam din Graz. 
Între 1910 și 1926, Pivovarna Union a cumpărat mai multe fabrici de bere din Slovenia care aveau o cifră mai mică de afaceri. În 1910 a achiziționat fabrica de bere Auer și Perless din Ljubljana, în 1911 fabrica de bere „Perless” din Kočevje, în 1912 fabrica de bere Smidt din Škofja Loka, în 1916 fabrica Mayr din Kranj și fabrica Zimmerman din Lesce, în 1917 fabrica de bere din Mengeš, în 1918 fabrica de bere Frählich din Vrhnika, în 1924 Pivovarna Laško și, în final, în 1926, fabrica Thomas Gatz din Maribor. Toate fabricile de bere au încetat să mai producă independent bere, așa că Pivovarna Union a rămas singura bere din Banovina (provincia iugoslavă) Drava. Ulterior, unele mărci au apărut independent pe piață, cum ar fi Pivovarna Laško. În 1925, Pivovarna Union producea peste 100.000 de hectolitri de bere. 
În ciuda dificultăților cauzate de izbucnirea celui de-al Doilea Război Mondial, în 1945 fabrica producea 45.000 hectolitri de bere. În 1946, când Slovenia a făcut parte integrantă din Republica Socialistă Federativă Iugoslavia, fabrica de bere a fost naționalizată. În 1963, producția de bere a crescut la peste 220.000 de hectolitri și astăzi producția este de aproximativ un milion de hectolitri. 
În 2005, fabrica de bere Laško a achiziționat majoritatea acțiunilor Union și ulterior a devenit parte a Heineken International în 2015, după ce Heineken a achiziționat un pachet majoritar de acțiuni al companiei Laško.
În 2016, Laško și Union au fost fuzionate oficial în Pivovarna Laško Union, proprietar fiind Heineken.

## Muzeul berii
Există un tur organizat la fabrica de bere, cu un mic muzeu dedicat celebrei beri.

## Mărci
- Bere: 
  - Union, Pils, Smile, Tivoli
  - Temno pivo, Črni Baron
  - Brezalkoholno pivo Uni
  - Radler
- Băuturi fără alcool "Sola" 
  - Sola Oranžada
  - Sola Cola
  - Multi sola
  - Multi sola ACE
  - Sola Isosport

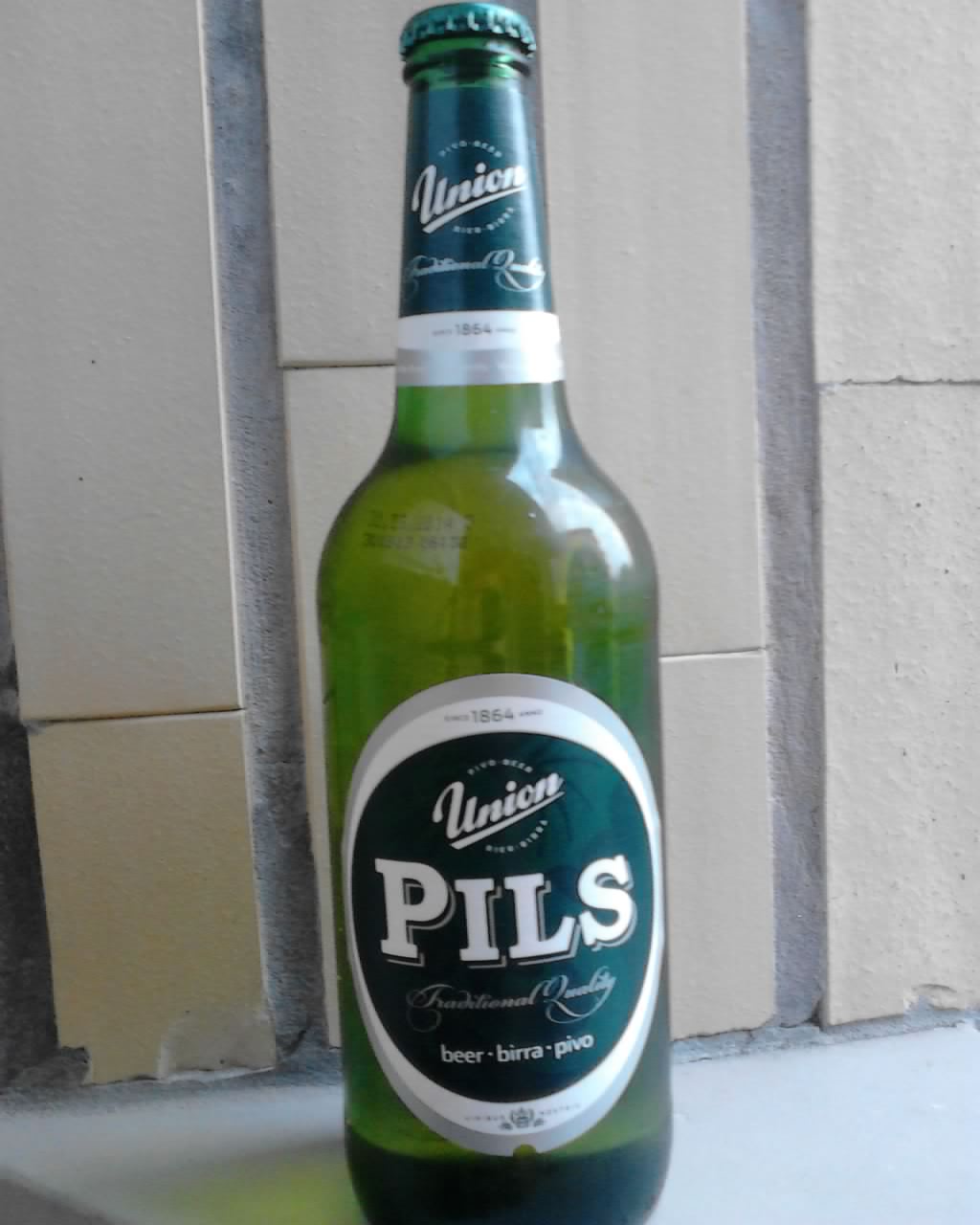
O sticlă de Union Pils

  - Sola Orange, Sola Yellow, Sola Red
- Apă 
  - Zala
  - Za lemon
  - Za life
  - Za harmony
  - Za symphony
  - Za symphony